# Музика для Праги 1968
Музика до Праги 1968 — це програмний твір, написаний композитором чеського походження Карелом Гусою для симфонічного оркестру, а потім транскрибований для повного оркестру, написаний невдовзі після того, як Радянський Союз придушив рух за реформи Празької весни в Чехословаччині 1968 року. Карел Гуса в цей час сидів на лаві підсудних у своєму котеджі в Америці та слухав трансляцію подій BBC по радіо. Він був глибоко зворушений і написав «Музику для Праги 1968», щоб увіковічити ці події. Вона є еталоном у репертуарі духових ансамблів.
Твір було створено на замовлення коледжу Ітаки, і його прем'єра відбулася в січні 1969 року у Вашингтоні, округ Колумбія, на Національній конференції викладачів музики доктором Кеннетом Снеппом і концертним оркестром коледжу Ітака.

## Інструментарій
Твір нараховує 6 флейт, 2 флейти-піколо, 2 гобоя, англійський ріжок, 2 фагота, контрафагот, кларнет-піколо, 9 кларнетів, альт-кларнет, бас-кларнет, контрабас-кларнет, 2 альт-саксофона, тенор-саксофон, баритон-саксофон, бас-саксофон, 8 труб, 4 валторна, 3 тромбона, 2 баритона, 2 туби, дзвіночки, маримба, вібрафон, ксилофон, литаври, 3 античні тарілки, 3 трикутники, 3 підвісні тарілки, 3 там-тами, 2-3 малих барабани, 3 том-томи та бас-барабан. 

## Структура
Твір складається з чотирьох частин:
1. Вступ і фанфари
2. Арія
3. Інтерлюдія
4. Токата і хорал

Як і будь-який програмний твір, цей пов'язаний символікою та алюзіями. Тема з гуситської пісні XV століття «Хто такі Божі воїни» включена в музику, яка символізує опору та надію — тема досить поширена, щоб будь-який чех знав цю мелодію та її значення. [Та сама тема з'являється (з однаковим значенням) у циклі «Má Vlast» Сметани, у частинах «Бланік» і «Табор», а також у симфонічній поемі «Прага» Йозефа Сука] Звуки дзвонів лунають у музиці, оскільки Прагу також називають «Містом ста шпилів». Тромбони імітують сирени повітряної тривоги, а гобої грають фрагменти азбуки Морзе. Соло піколо представляє крики птахів, символ свободи, про який сам композитор писав: «...місто Прага бачило лише миті протягом тисячі років свого існування.» Третя частина — Інтерлюдія — виконується не лише секцією ударних інструментів, але також є паліндромом, який починається та закінчується барабаном малого барабана.